# María Antonia Pereira
María Antonia Pereira y Andrade (řeholní jméno: María Antonia od Ježíše; 17. října 1700, El Penedo – 10. března 1760, Santiago de Compostela) byla španělská řeholnice Řádu bosých karmelitánů.

## Život
Narodila se 17. října 1700 v El Penedo.
V sedmi letech se naučila metodě křesťanské meditace, kterou prováděla celý život. Po smrti otce se s matkou přestěhovala do Baiony, kde pracovala jako služebná.
Roku 1722 se provdala za Juana Antonia Valverde Domínguez, se kterým měla dvě děti; Sebastiána Antonia a Leonoru. Obě děti vstoupili do dominikánských klášterů.
Když se její manžel odstěhoval do Cádizu a Sevilly, prohloubila se v ní i díky mystickým zážitkům touha po řeholním životě. Roku 1728 složila se svolením svého manžela slib čistoty a následující rok se stala karmelitánskou terciářkou. Během Svatého týdne zažila silný mystický zážitek z umučení Krista.
V tomto období se naučila číst a psát a pod vedením svého zpovědníka začal psát svou autobiografii. Při návštěvě Sevilly se jí podařilo přesvědčit manžela, aby oba vstoupili do kláštera. Juan Antonio se připojil ke karmelitánské koleji svatého Cyrila a María se pokusila založit klášter v Santiagu de Compostela. Protože se jí tento projekt nepodařilo uskutečnit, vstoupila do kláštera Corpus Christi v Alcalá de Henares. Dne 19. března 1734 složila své řeholní sliby a roku 1741 byla zvolena převorkou.
S přispěním dvou dobrodinců a po dlouhých jednáních mezi generálním převorem bosých karmelitánů a španělskými civilními úřady zahájila roku 1748 stavbu kláštera v Santiagu. Roku 1750 se stala převorkou nového kláštera a po skončení funkčního období sloužila jako vratná. V těchto letech pokračovala v psaní své autobiografie a také knihy Edificio Espiritual.
Roku 1757 byla opět zvolena převorkou, ale roku 1759 se vzdala funkce a vrátila se na místo vrátné.
Zemřela 10. března 1760.

## Proces svatořečení
Proces byl zahájen 25. července 1990 v arcidiecézi Santiago de Compostela. Dne 7. listopadu 2018 uznal papež František její hrdinské ctnosti.